# Undine
Undine è un racconto romantico del 1811, scritto da Friedrich de la Motte Fouqué, che narra la tragica storia di una Ondina, spirito acquatico del folclore germanico.

## Trama
Undine, figlia del Re del Mare, abbandona il suo ambiente per cercare un amore umano che le consentirà di ottenere un'anima immortale. Ritrovatasi bambina sulla terra, viene allevata da un pescatore e da sua moglie. Cresciuta, trova l'amore nel cavaliere Huldbrand von Ringstetten, che presto sposa. Huldbrand, anche dopo essere venuto a conoscenza della vera natura di Undine, le giura amore eterno. Lo zio di Undine, Kühleborn, la mette in guardia contro il suo amore umano: se mai subirà un torto da Huldbrand, lei dovrà tornare al mare per sempre e lui dovrà morire. La loro vita insieme sarebbe felice, ma Bertalda, la ex fidanzata di Huldbrand e amica di Undine, interviene a guastare l'idillio: Huldbrand torna al vecchio amore ed arriva a maltrattare Undine. Questo segna il destino di entrambi: gli spiriti dell'acqua esigono la loro vendetta. Undine, durante la prima notte di nozze di Bertalda e Huldbrand, entra nella camera degli sposi e bacia il ragazzo, che diviene una statua di ghiaccio. Al suo funerale, la ninfa è presente: si scioglie tra le lacrime, diventando una sorgente.

## Rielaborazioni

### Musica
- Undine, opera lirica in 3 atti di E.T.A. Hoffmann
- Undine, opera lirica in 4 atti di Albert Lortzing
- Undine, sonata per flauto o clarinetto e pianoforte di Carl Reinecke
- Ondine ou La naïade, balletto con musica di Cesare Pugni e coreografia di Jules Perrot (1843)
- Rusalka, opera lirica di Antonín Dvořák, tratta solo parzialmente dal racconto
- Ondine, balletto in 3 atti, musica di Hans Werner Henze, coreografia di Sir Frederick Ashton

### Teatro
- Ondine, dramma di Jean Giraudoux

### Cinema
- Undine, cortometraggio muto del 1912
- Neptune's Daughter, cortometraggio muto del 1912
- Undine - Un amore per sempre, lungometraggio del 2020